# Ostryna
Ostryna (biał. Астрына) – osiedle typu miejskiego na Białorusi w sielsowiecie Ostryna, w rejonie szczuczyńskim obwodu grodzieńskiego; 2,1 tys. mieszkańców (2010).
Znajduje się tu parafialna cerkiew prawosławna pw. Przemienienia Pańskiego.
Miasto królewskie położone było w końcu XVIII wieku  w powiecie lidzkim województwa wileńskiego. Magdeburgię nadał król Władysław IV Waza w 1641 roku.
W okresie II Rzeczypospolitej miejscowość była siedzibą wiejskiej gminy Ostryna.
W 1662 pod Ostryną zginął hetman polny litewski Wincenty Aleksander Gosiewski.
Podczas okupacji hitlerowskiej, w grudniu 1941 roku Niemcy utworzyli getto dla żydowskich mieszkańców. Przebywało w nim około 2000 osób. 1 listopada 1942 roku Niemcy ostatecznie zlikwidowali getto. Żydów wywieziono do obozu w Kiełbasinie. 

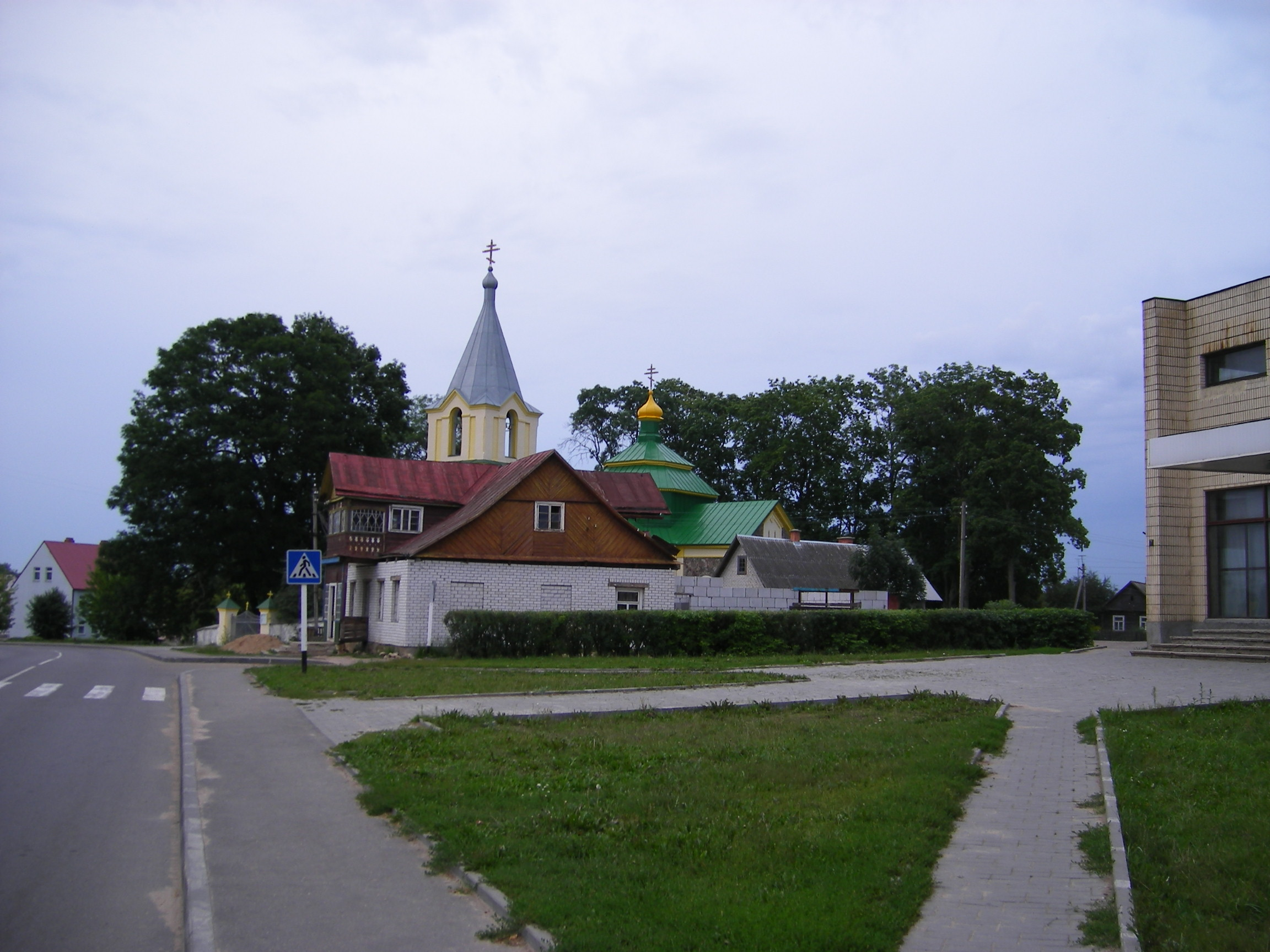
Cerkiew
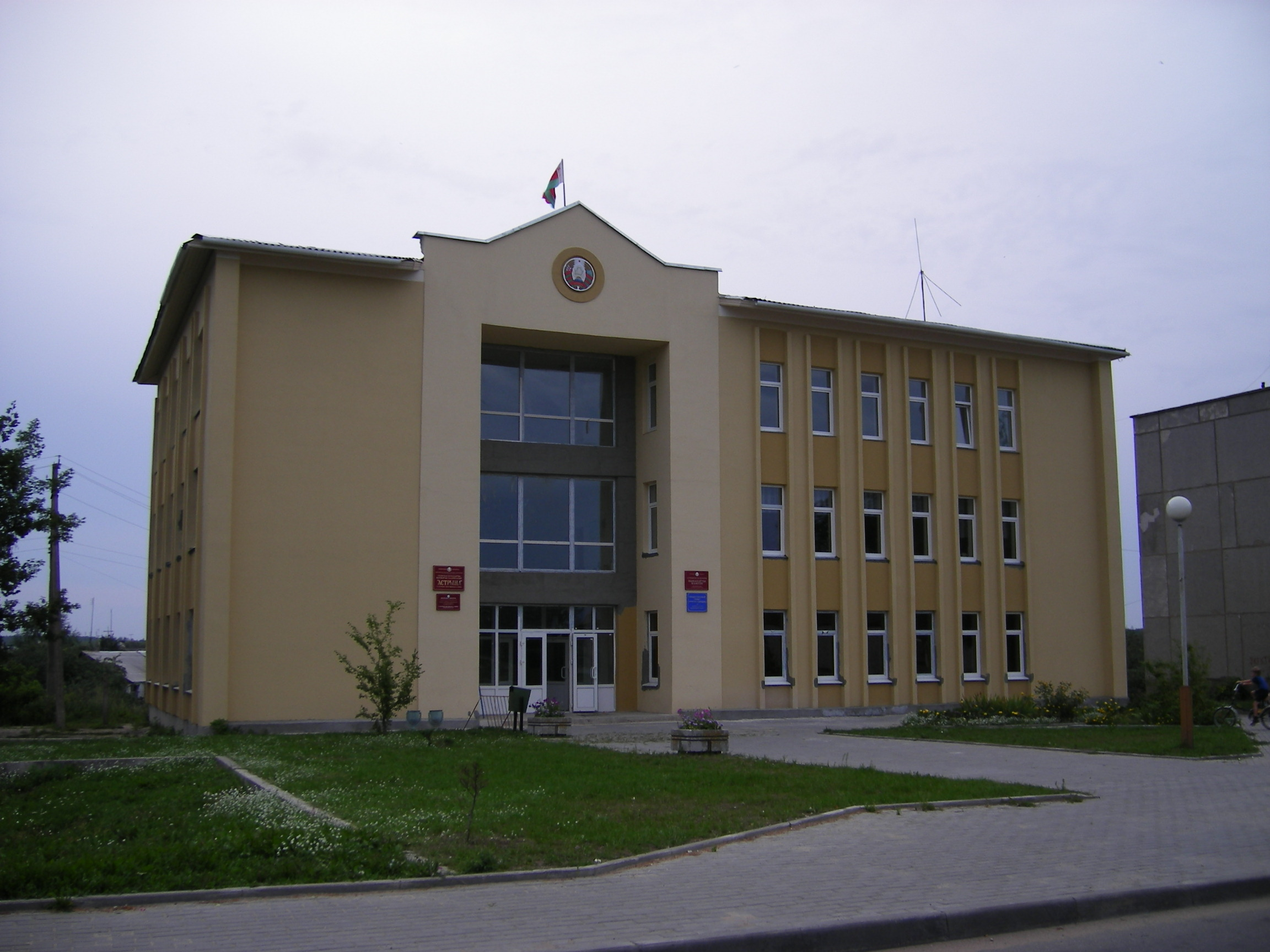
Budynek administracji